# ГАЕС Кебін-Крік
ГАЕС Кебін-Крік — гідроакумулювальна електростанція у штаті Колорадо (Сполучені Штати Америки), розташована за шість десятків кілометрів на захід від Денверу.
Верхній резервуар спорудили на струмку Кебін-Крік, лівій притоці South Clear Creek, котрий, своєю чергою, є правою притокою Clear Creek (протікає через Денвер та впадає ліворуч до Соуз-Платт-Рівер, яка через Платт-Рівер, Міссурі та Міссісіпі належить до басейну Мексиканської затоки). Струмок перекрили кам'яно-накидною греблею із бетонним облицюванням висотою 64 метри та довжиною 444 метри. Нижній резервуар створили на South Clear Creek одразу після впадіння Кебін-Крік, для чого звели так само кам'яно-накидну греблю висотою 29 метрів та довжиною 364 метри. Під час роботи станції рівень поверхні у верхньому сховищі коливається між позначками 3395 та 3412 метрів НРМ, у нижній — між 3042 та 3050 метрів НРМ. Це дозволяє їм мати корисний об'єм по 1,34 млн м3 та запасати воду для 4 годин роботи станції.
Тунель довжиною 1,3 км з'єднує верхню водойму із розташованим на березі нижнього резервуара машинним залом. Тут встановлено дві оборотні турбіни типу Френсіс потужністю по 162 МВт, які використовують напір у 363 метри. Середньорічний виробіток електроенергії становить 173 млн кВт·год електроенергії.
У 2015-му власник станції отримав дозвіл на збільшення її потужності до 360 МВт, при цьому корисна місткість резервуарів буде збільшена на 93 тис. м3, а виробіток повинен збільшитися на 94 млн кВт·год. Проєкт збираються завершити у 2020 році.
Зв'язок з енергосистемою відбувається по ЛЕП, розрахованій на роботу під напругою 230 кВ.